# Ciprska miš
Ciprska miš (znanstveno ime Mus cypriacus) je vrsta miši, ki izvira s Cipra.
Miš so kot novo vrsto odkrili leta 2004, znanstvenik, ki je vrsto odkril in poimenoval pa je bil profesor Univerze Durham, Thomas Cucchi. Vrsta je bila uradno opisana leta 2006   v Zootaxi.
Od hišne miši se razlikuje po večjih ušesih, očeh in zobeh, DNK testi pa so potrdili, da gre za povsem novo vrsto.
Cucchi je povedal, da njegove raziskave nakazujejo na to, da se je vrsta kolonizirala in se udomačila na Cipru pred približno 9000 leti, torej več tisoč let preden je na otok stopila človeška noga. Nova vrsta danes predstavlja še edinega živečega mediteranskega glodavca, zato bi jo po mnenju njenega odkritelja lahko poimenovali tudi »živi fosil«.